# Anton Stadler (Politiker)

Anton Stadler

Anton Stadler (* 28. Juni 1920 in Luchsingen; † 3. Juli 2016) war ein Schweizer Politiker (CVP).
Stadler wirkte langjährig als Gemeindeammann: 1951 bis 1954 Vizeammann, 1954 bis 1956 Gemeindeammann von Weesen, ab 1956 für 20 Jahre als Gemeindeammann von Altstätten. Von 1961 bis 1963 und von 1967 bis 1975 war er Nationalrat.